# ユ・チェヨン
ユ・チェヨン（유채영、劉 彩英、1973年9月22日 - 2014年7月24日）は韓国の歌手、女優。

## 出演

### テレビドラマ
- 夫婦平等パンチョギ家族（2000年、KBS）
- いつか楽園で！（2004年、MBC）
- 銭の戦争 the Original（2008年、tvN）
- ラブ・レーシング（2008年、ComedyTV）
- コーヒーハウス（2010年、SBS）
- きらきら光る（2011年、MBC）
- ブレイン（2011年-2012年、KBS）
- ファッション王（2012年、SBS）
- 天命（2013年、KBS）